# 东洲河
东洲河，位于中华人民共和国辽宁省东部的一条河流，是浑河左岸支流，发源于抚顺县救兵镇东南的柜子石，向西北流经大坎村、上房子村、板城村、五牛村、救兵村、马郡村、后腰村、王木村、康西村、小东村、大东村、马和村、抚顺市东洲区碾盘乡平山村、罗卜坎村、碾盘村、张甸街道、东洲街道等地后汇入浑河。河流全长58.5千米，流域面积537.6平方千米，河道平均比降5.72‰，年均径流量0.806亿立方米。东洲河上游森林茂密，下游流经抚顺市石化工业区。